# Beauvais-sur-Matha
Beauvais-sur-Matha è un comune francese di 698 abitanti situato nel dipartimento della Charente Marittima nella regione della Nuova Aquitania.

## Società

### Evoluzione demografica
Abitanti censiti